# 飯積 (酒々井町)
飯積（いいずみ）は、千葉県印旛郡酒々井町の大字。郵便番号285-0912。

## 地理
北は尾上、北東は富里市新橋、南東は八街市八街、南西は墨に隣接している。

## 歴史
江戸期は飯積村であり、下総国印旛郡のうち。江戸初期は泉村とも称した。（元禄郷帳など）。「各村級分」では佐倉藩領、「旧高旧領」では幕府・佐倉藩の相給。村高は、「元禄郷帳」192石余、「天保郷帳」「旧高旧領」ともに202石余。成田街道酒々井宿の助郷村。佐倉牧のうち柳沢牧に近く、捕馬の際には酒々井の御払場に野馬喰草を納めた。天保7年書上帳によれば、反別田16町9反余・畑3町余、家数16・人数86、馬7、村持の山3か所のほか他村越石の山16か所があった（区有文書/酒々井町史史料集1）。文久元年「佐倉藩日記」によれば撰栗3斗・初茸100個の上納を命じられている。神社は伊豆神社、寺院は真言宗泉福寺。伊豆神社に合祀されている子安神社は安産の神として、毎年3月19日の例祭には近郷から参詣者があった。明治6年千葉県に所属。明治22年酒々井町の大字となる。

### 年表
- 1873年（明治6年） - 千葉県に所属。
- 1889年（明治22年）4月1日 - 酒々井町飯積になる。
  - 町村制施行し、酒々井町、下台村、馬橋村、墨村、飯積村、尾上村、中川村、上岩橋村、伊篠村、伊篠新田、篠山新田、今倉新田、下岩橋村、柏木村、本佐倉村、本佐倉町が合併し印旛郡酒々井町が発足。
- 2013年（平成25年）4月19日 - 酒々井プレミアム・アウトレット開業。
- 2014年（平成26年）3月 - 飯積が飯積、飯積1丁目、2丁目になる。
- 2015年（平成27年）12月 - 酒々井温泉 湯楽の里開業。

## 世帯数と人口
2017年（平成29年）11月1日現在の世帯数と人口は以下の通りである。
| 大字 | 世帯数 | 人口  |
| ---- | ------ | ----- |
| 飯積 | 54世帯 | 104人 |

## 小・中学校の学区
町立小・中学校に通う場合、学区は以下の通りとなる。
| 番地 | 小学校                 | 中学校                 |
| ---- | ---------------------- | ---------------------- |
| 全域 | 酒々井町立大室台小学校 | 酒々井町立酒々井中学校 |

## 施設
- 酒々井プレミアム・アウトレット
- 酒々井温泉 湯楽の里
- 飯積コミュニティセンター
- 飯積の大杉
- 伊豆神社
- 泉福院

## 交通

### バス
- ちばグリーンバス[7]
  - 京成酒々井駅【東口】 ～ JR酒々井駅 ～ 酒々井プレミアム・アウトレット[8]
    - （京成酒々井駅【東口】 - JR酒々井駅） - 酒々井プレミアム・アウトレット